# Montelíbano
Montelíbano là một khu tự quản thuộc tỉnh Córdoba, Colombia. Thủ phủ của khu tự quản Montelíbano đóng tại Montelíbano Khu tự quản Montelíbano có diện tích 1899 ki lô mét vuông. Đến thời điểm ngày 28 tháng 5 năm 2005, khu tự quản Montelíbano có dân số 44097 người.